# Mlimba
Mlimba è una circoscrizione mista (mixed ward) della Tanzania situata nel distretto di Kilombero, regione di Morogoro. Conta una popolazione di 38 108 abitanti (censimento 2012).